# Stade de la Coupe du monde (métro de Séoul)
Stade de la Coupe du monde est une station sur la ligne 6 du métro de Séoul, dans l'arrondissement de Mapo-gu.
Elle est située à côté du Stade et de son parc, ainsi que de la DMC.